# Matěj Poustevník
Matěj Poustevník (15. století, Žatec – po 1542, Boskovice) byl radikální anabaptistický laický kazatel. Byl jedním z prvních propagátorů myšlenek luteránství v českých zemích, spolu s Janem Dubčanským ze Zdenína se stal spoluzakladatelem pacifistické sekty habrovanských bratří.

## Život

### Původ a poustevnictví
Pocházel ze Žatce, kde se živil jako kožešník. Asi okolo roku 1510 odsud na základě náboženského přesvědčení odešel a vydal se do hor věnovat se rozjímání: velkou část svého pobytu měl strávit při kostele sv. Vojtěcha ve Lstění nedaleko Kašperských Hor na Šumavě. Pravděpodobně byl ovlivněn rodícím se luteránstvím.

### Laickým kazatelem
Okolo roku 1520 pak přišel s několika svými žáky do Prahy a začal praktikovat česká kázání pod širým nebem. Ta začala být Pražany hojně navštěvována, patrně v té době začal být nazýván Matějem poustevníkem. Přes počáteční odpor významných pražských katolických představitelů pak pod jeho vlivem přijali Lutherovy myšlenky (či jejich část) mj. farář Týnského chrámu Jan Poduška, jeho sekundář Václav Rožďalovský, kněz Martin v Betlémské kapli, Václav Počátek z kostela sv. Havla a další.

### Sekta habrovanských
Ve spolupráci s teologem Janem Dubčanským ze Zdenína pak společně položili základ pro vytvoření tzv. Sekty habrovanských. Její nauky byly kompilací různých protestantských tezí. Habrovanští uznávali jen dvojí svátost: křest a večeři Páně a to jako pouhá znamení. Zamítali všechny církevní obřady i církevní úřad, dovolávajíce se všeobecného kněžství. Zapovídali přísahy, vojenskou službu i světské úřady. Mravouku přejali od českých bratří, s nimiž se snažili spojit, avšak marně. Její přívrženci působili především na Moravě, Lulči u Vyškova vznikla tiskárna rozmnožující protestantské spisy.
Za svou činnost byl Matěj královskou katolickou mocí perzekvován. Okolo roku 1522 byl uvězněn a propuštěn 19. října 1524, následně odešel z Prahy na nábožensky benevolentnější Moravu. Když pak proti Janu Dubčanskému vystoupil osobně král Ferdinand I. Habsburský, ten se své víry vzdal.

### Úmrtí
Matěj Poustevník zemřel po roce 1542 v Boskovicích.
Sekta habrovanských následně roku 1546 zanikla. Část příslušníků se rozešla do jiných hnutí, mj. do sílící Jednoty bratrské.